# كارولتون (مسيسيبي)
كارولتون (بالإنجليزية: Carrollton, Mississippi)‏ هي بلدة تقع في مقاطعة كارول (مسيسيبي) بولاية مسيسيبي في الولايات المتحدة. تبلغ مساحتها 2 (كم²)، وترتفع عن سطح البحر 88 م، بلغ عدد سكانها 408 نسمة في عام 2000 حسب إحصاء مكتب تعداد الولايات المتحدة وتصل الكثافة السكانية فيها 201.5 نسمة/كم2.

## السكان
ابتداءً من إحصاء السكان عام 2000، كان هناك 408 أشخاص، و85 عائلة، و62 عائلة تستقر في البلدة، وكثافة السكان 522 نسمة لكل ميل مربع، أما التركيب العرقي للبلدة فقد كان مناصفة بين العرق الأبيض والأمريكي الأفريقي مع وجود أقلية لاتينية.
الدخل المتوسط للعائلة 24,750$

## أعلام
- جي. إل. كروكت
- إليزابيث سبنسر
- ويلي نوروود
- بيلي نيكولز
- جون أ. بيتمان

## وصلات خارجية
- The US50 - Cities and Towns in Mississippi State
- Mississippi Cities and Towns, Facts, Map, Flag, Colleges, Government, and More